# Emil Bissens Præmie
Emil Bissens Præmie er en dansk arkitekturpris, som kan tildeles arkitekter af Det Kongelige Akademi for de Skønne Kunster. Prisen er opkaldt efter juristen Emil Bissen (1870-1924), der var søn af billedhuggeren Vilhelm Bissen.

## Modtagere
Denne liste er ufuldstændig; hjælp gerne med at udfylde den.
- 1929: Kay Fisker (for Gullfosshus, Artillerivej, København, opført 1927-28)
- 1930: Carl Harild (for bygninger for Carlsberg)
- 1931: Henning Hansen
- 1932: Palle Suenson og Thorvald Dreyer (for bebyggelsen Treleddet, Finsensvej 61-71 på Frederiksberg, opført 1930-31)
- 1934: Jesper Tvede
- 1936: Alvar Lauritzen og Hans Hansen (for bebyggelsen Godthaabsvænge, Godthåbsvej 140-42, Frederiksberg, opført 1934-35)
- 1937: C.Th. Sørensen
- 1938: Kaare Klint
- 1939: Mogens Lassen
- 1940: Hans Erling Langkilde og Ib Martin Jensen (for Akademisk Arkitektforenings Landsudstilling By og Bolig, Aarhus 1939)
- 1942: Viggo Boesen (for bebyggelsen Esthersvej 14, Hellerup, opført 1940)
- 1943: Hans Georg Skovgaard
- 1944: Viggo Møller-Jensen
- 1947: Tobias Faber, Mogens Irming og Jørn Utzon (for forslag til nyt Krystalpalads i London, 1946)
- 1948: Aage Rafn (for aldersrenteboliger for Københavns Kommune ved Bavnehøj Allé, Tranehavegård 1-43, 214 og 22-38 Valby, opført 1941 og 1943)
- 1949: Erik Møller
- 1950: Aksel Andersen
- 1951: Mogens Jacobsen og Alex Poulsen (for bebyggelsen Svendebjerghus i Hvidovre, opført 1948-51)
- 1953: Arne Kjær
- 1954: Bodil og Gunnar Krohn og Eigil Hartvig Rasmussen
- 1955: Karen og Ebbe Clemmensen
- 1956: Finn Monies (for anneks til Jantzens Hotel, Gudhjem)
- 1960: Bertel Udsen
- 1964: Steen Højby Rasmussen (for eget hus, Holte?)
- 1970: Ib og Jørgen Rasmussen
- 1975: Tegnestuen Vandkunsten
- 1976: Tegnestuen Vandkunsten (igen)
- 1981: Boje Lundgaard
- 1988: Søren Robert Lund